# Scopula aetheomorpha
Scopula aetheomorpha là một loài bướm đêm trong họ Geometridae.